# Frederik VII van Denemarken
Frederik VII Karel Christiaan (Kopenhagen, 6 oktober 1808 – Glücksburg, 15 november 1863) was van 1848 tot 1863 koning van Denemarken. Hij was de zoon van Christiaan VIII van Denemarken en Charlotte Frederika van Mecklenburg-Schwerin, op haar beurt dochter van Frederik Frans I.

## Vormgever constitutie
Na de dood van zijn vader in 1848 besteeg hij als Frederik VII de Deense troon. Op 5 juni 1849 gaf hij Denemarken een grondwet en werd het een constitutionele monarchie. Dit wordt nog altijd gevierd op de nationale feestdag (5 juni) van Denemarken.
Hij was in 1828 gehuwd met zijn nicht Wilhelmina Maria, dochter van Frederik VI van Denemarken, en in 1841 met Caroline, dochter van George van Mecklenburg-Strelitz.

## Persoonlijk leven
Na tweemaal kinderloos te zijn gescheiden, als prins en kroonprins, trouwde hij in 1850 met een burgermeisje Louise Rasmussen, dat verder door het leven zou gaan als Gravin Danner en nog een inspirerende rol zou spelen in de geschiedenis van Denemarken. Omdat de absolute monarchie tot een einde was gekomen, werden alle kroondomeinen verkocht. De koning kocht het landgoed Jægerspris en ging daar wonen met zijn vrouw Louise. Na haar dood in 1874 werd op haar verzoek in haar testament de 'Koning Frederik VII Stichting' (Kong Frederik VII Stiftelse) opgericht. Het kasteel met de werkkamers van Frederik VII moest onberoerd blijven en is nu een museum. Het enorme landgoed, ruim 2000 hectare bos en ruim 1500 hectare landerijen, was de grootste donatie ten behoeve van kinderen ooit. Er werd een soort speciaal dorpje gebouwd dat voornamelijk bekend werd als tehuis voor 'gevallen' jonge vrouwen.
Frederik VII stierf zonder wettelijke kinderen, hij had één buitenechtelijke zoon die niet in aanmerking kwam voor erfopvolging. De vorst werd na zijn dood in 1863 opgevolgd door prins Christiaan (IX) van Glücksburg.

## Kwartierstaat
| Frederik V van Denemarken (1723-1766) | Frederik V van Denemarken (1723-1766) | Frederik V van Denemarken (1723-1766) | Frederik V van Denemarken (1723-1766) | Frederik V van Denemarken (1723-1766) | Frederik V van Denemarken (1723-1766) |                                     |                                     | Louise van Hannover (1724-1751)     | Louise van Hannover (1724-1751)     | Louise van Hannover (1724-1751)            | Louise van Hannover (1724-1751)            | Louise van Hannover (1724-1751)            | Louise van Hannover (1724-1751)            |                                            |                                            | Lodewijk van Mecklenburg-Schwerin (1723-1788)         | Lodewijk van Mecklenburg-Schwerin (1723-1788)         | Lodewijk van Mecklenburg-Schwerin (1723-1788)         | Lodewijk van Mecklenburg-Schwerin (1723-1788)         | Lodewijk van Mecklenburg-Schwerin (1723-1788)         | Lodewijk van Mecklenburg-Schwerin (1723-1788)         |  |  | Sophia Frederika van Saksen-Coburg-Saalfeld (1731-1810) | Sophia Frederika van Saksen-Coburg-Saalfeld (1731-1810) | Sophia Frederika van Saksen-Coburg-Saalfeld (1731-1810) | Sophia Frederika van Saksen-Coburg-Saalfeld (1731-1810) | Sophia Frederika van Saksen-Coburg-Saalfeld (1731-1810) | Sophia Frederika van Saksen-Coburg-Saalfeld (1731-1810) |                                                          |                                                          | Johann August von Sachsen-Gotha-Altenburg (1704-1767)    | Johann August von Sachsen-Gotha-Altenburg (1704-1767)    | Johann August von Sachsen-Gotha-Altenburg (1704-1767)    | Johann August von Sachsen-Gotha-Altenburg (1704-1767)    | Johann August von Sachsen-Gotha-Altenburg (1704-1767) | Johann August von Sachsen-Gotha-Altenburg (1704-1767) |                                               |                                               | Luise Reuß zu Schleiz (1726-1773)             | Luise Reuß zu Schleiz (1726-1773)             | Luise Reuß zu Schleiz (1726-1773) | Luise Reuß zu Schleiz (1726-1773) | Luise Reuß zu Schleiz (1726-1773) | Luise Reuß zu Schleiz (1726-1773) |
| Frederik V van Denemarken (1723-1766) | Frederik V van Denemarken (1723-1766) | Frederik V van Denemarken (1723-1766) | Frederik V van Denemarken (1723-1766) | Frederik V van Denemarken (1723-1766) | Frederik V van Denemarken (1723-1766) |                                     |                                     | Louise van Hannover (1724-1751)     | Louise van Hannover (1724-1751)     | Louise van Hannover (1724-1751)            | Louise van Hannover (1724-1751)            | Louise van Hannover (1724-1751)            | Louise van Hannover (1724-1751)            |                                            |                                            | Lodewijk van Mecklenburg-Schwerin (1723-1788)         | Lodewijk van Mecklenburg-Schwerin (1723-1788)         | Lodewijk van Mecklenburg-Schwerin (1723-1788)         | Lodewijk van Mecklenburg-Schwerin (1723-1788)         | Lodewijk van Mecklenburg-Schwerin (1723-1788)         | Lodewijk van Mecklenburg-Schwerin (1723-1788)         |  |  | Sophia Frederika van Saksen-Coburg-Saalfeld (1731-1810) | Sophia Frederika van Saksen-Coburg-Saalfeld (1731-1810) | Sophia Frederika van Saksen-Coburg-Saalfeld (1731-1810) | Sophia Frederika van Saksen-Coburg-Saalfeld (1731-1810) | Sophia Frederika van Saksen-Coburg-Saalfeld (1731-1810) | Sophia Frederika van Saksen-Coburg-Saalfeld (1731-1810) |                                                          |                                                          | Johann August von Sachsen-Gotha-Altenburg (1704-1767)    | Johann August von Sachsen-Gotha-Altenburg (1704-1767)    | Johann August von Sachsen-Gotha-Altenburg (1704-1767)    | Johann August von Sachsen-Gotha-Altenburg (1704-1767)    | Johann August von Sachsen-Gotha-Altenburg (1704-1767) | Johann August von Sachsen-Gotha-Altenburg (1704-1767) |                                               |                                               | Luise Reuß zu Schleiz (1726-1773)             | Luise Reuß zu Schleiz (1726-1773)             | Luise Reuß zu Schleiz (1726-1773) | Luise Reuß zu Schleiz (1726-1773) | Luise Reuß zu Schleiz (1726-1773) | Luise Reuß zu Schleiz (1726-1773) |
|                                       |                                       |                                       |                                       |                                       |                                       |                                     |                                     |                                     |                                     |                                            |                                            |                                            |                                            |                                            |                                            |                                                       |                                                       |                                                       |                                                       |                                                       |                                                       |  |  |                                                         |                                                         |                                                         |                                                         |                                                         |                                                         |                                                          |                                                          |                                                          |                                                          |                                                          |                                                          |                                                       |                                                       |                                               |                                               |                                               |                                               |                                   |                                   |                                   |                                   |
|                                       |                                       |                                       |                                       |                                       |                                       |                                     |                                     |                                     |                                     |                                            |                                            |                                            |                                            |                                            |                                            |                                                       |                                                       |                                                       |                                                       |                                                       |                                                       |  |  |                                                         |                                                         |                                                         |                                                         |                                                         |                                                         |                                                          |                                                          |                                                          |                                                          |                                                          |                                                          |                                                       |                                                       |                                               |                                               |                                               |                                               |                                   |                                   |                                   |                                   |
|                                       |                                       |                                       |                                       | Frederik van Denemarken (1753-1805)   | Frederik van Denemarken (1753-1805)   | Frederik van Denemarken (1753-1805) | Frederik van Denemarken (1753-1805) | Frederik van Denemarken (1753-1805) | Frederik van Denemarken (1753-1805) |                                            |                                            |                                            |                                            |                                            |                                            | Sophia Frederika van Mecklenburg-Schwerin (1758-1894) | Sophia Frederika van Mecklenburg-Schwerin (1758-1894) | Sophia Frederika van Mecklenburg-Schwerin (1758-1894) | Sophia Frederika van Mecklenburg-Schwerin (1758-1894) | Sophia Frederika van Mecklenburg-Schwerin (1758-1894) | Sophia Frederika van Mecklenburg-Schwerin (1758-1894) |  |  | Frederik Frans I van Mecklenburg-Schwerin (1756-1837)   | Frederik Frans I van Mecklenburg-Schwerin (1756-1837)   | Frederik Frans I van Mecklenburg-Schwerin (1756-1837)   | Frederik Frans I van Mecklenburg-Schwerin (1756-1837)   | Frederik Frans I van Mecklenburg-Schwerin (1756-1837)   | Frederik Frans I van Mecklenburg-Schwerin (1756-1837)   |                                                          |                                                          |                                                          |                                                          |                                                          |                                                          | Louise van Saksen-Gotha-Altenburg (1756-1808)         | Louise van Saksen-Gotha-Altenburg (1756-1808)         | Louise van Saksen-Gotha-Altenburg (1756-1808) | Louise van Saksen-Gotha-Altenburg (1756-1808) | Louise van Saksen-Gotha-Altenburg (1756-1808) | Louise van Saksen-Gotha-Altenburg (1756-1808) |                                   |                                   |                                   |                                   |
|                                       |                                       |                                       |                                       | Frederik van Denemarken (1753-1805)   | Frederik van Denemarken (1753-1805)   | Frederik van Denemarken (1753-1805) | Frederik van Denemarken (1753-1805) | Frederik van Denemarken (1753-1805) | Frederik van Denemarken (1753-1805) |                                            |                                            |                                            |                                            |                                            |                                            | Sophia Frederika van Mecklenburg-Schwerin (1758-1894) | Sophia Frederika van Mecklenburg-Schwerin (1758-1894) | Sophia Frederika van Mecklenburg-Schwerin (1758-1894) | Sophia Frederika van Mecklenburg-Schwerin (1758-1894) | Sophia Frederika van Mecklenburg-Schwerin (1758-1894) | Sophia Frederika van Mecklenburg-Schwerin (1758-1894) |  |  | Frederik Frans I van Mecklenburg-Schwerin (1756-1837)   | Frederik Frans I van Mecklenburg-Schwerin (1756-1837)   | Frederik Frans I van Mecklenburg-Schwerin (1756-1837)   | Frederik Frans I van Mecklenburg-Schwerin (1756-1837)   | Frederik Frans I van Mecklenburg-Schwerin (1756-1837)   | Frederik Frans I van Mecklenburg-Schwerin (1756-1837)   |                                                          |                                                          |                                                          |                                                          |                                                          |                                                          | Louise van Saksen-Gotha-Altenburg (1756-1808)         | Louise van Saksen-Gotha-Altenburg (1756-1808)         | Louise van Saksen-Gotha-Altenburg (1756-1808) | Louise van Saksen-Gotha-Altenburg (1756-1808) | Louise van Saksen-Gotha-Altenburg (1756-1808) | Louise van Saksen-Gotha-Altenburg (1756-1808) |                                   |                                   |                                   |                                   |
|                                       |                                       |                                       |                                       |                                       |                                       |                                     |                                     |                                     |                                     | Christiaan VIII van Denemarken (1786-1848) | Christiaan VIII van Denemarken (1786-1848) | Christiaan VIII van Denemarken (1786-1848) | Christiaan VIII van Denemarken (1786-1848) | Christiaan VIII van Denemarken (1786-1848) | Christiaan VIII van Denemarken (1786-1848) |                                                       |                                                       |                                                       |                                                       |                                                       |                                                       |  |  |                                                         |                                                         |                                                         |                                                         |                                                         |                                                         | Charlotte Frederika van Mecklenburg-Schwerin (1784-1840) | Charlotte Frederika van Mecklenburg-Schwerin (1784-1840) | Charlotte Frederika van Mecklenburg-Schwerin (1784-1840) | Charlotte Frederika van Mecklenburg-Schwerin (1784-1840) | Charlotte Frederika van Mecklenburg-Schwerin (1784-1840) | Charlotte Frederika van Mecklenburg-Schwerin (1784-1840) |                                                       |                                                       |                                               |                                               |                                               |                                               |                                   |                                   |                                   |                                   |
|                                       |                                       |                                       |                                       |                                       |                                       |                                     |                                     |                                     |                                     | Christiaan VIII van Denemarken (1786-1848) | Christiaan VIII van Denemarken (1786-1848) | Christiaan VIII van Denemarken (1786-1848) | Christiaan VIII van Denemarken (1786-1848) | Christiaan VIII van Denemarken (1786-1848) | Christiaan VIII van Denemarken (1786-1848) |                                                       |                                                       |                                                       |                                                       |                                                       |                                                       |  |  |                                                         |                                                         |                                                         |                                                         |                                                         |                                                         | Charlotte Frederika van Mecklenburg-Schwerin (1784-1840) | Charlotte Frederika van Mecklenburg-Schwerin (1784-1840) | Charlotte Frederika van Mecklenburg-Schwerin (1784-1840) | Charlotte Frederika van Mecklenburg-Schwerin (1784-1840) | Charlotte Frederika van Mecklenburg-Schwerin (1784-1840) | Charlotte Frederika van Mecklenburg-Schwerin (1784-1840) |                                                       |                                                       |                                               |                                               |                                               |                                               |                                   |                                   |                                   |                                   |
|                                       |                                       |                                       |                                       |                                       |                                       |                                     |                                     |                                     |                                     |                                            |                                            |                                            |                                            |                                            |                                            |                                                       |                                                       |                                                       |                                                       | Frederik VII van Denemarken (1808-1863)               |                                                       |  |  |                                                         |                                                         |                                                         |                                                         |                                                         |                                                         |                                                          |                                                          |                                                          |                                                          |                                                          |                                                          |                                                       |                                                       |                                               |                                               |                                               |                                               |                                   |                                   |                                   |                                   |

- Biblioteca Nacional de España: XX1591644
- Bibliothèque nationale de France: cb10667564r (data)
- Gemeinsame Normdatei: 119217147
- International Standard Name Identifier: 0000 0001 0816 0787
- KulturNav: 654b096c-b5b9-40b9-97ff-a61d2c7f688a
- Library of Congress Control Number: n82144669
- Nationale Bibliotheek van Tsjechië: jx20101220008
- Nationale Bibliotheek van Israël: 987007308418205171
- Nationale Bibliotheek van Polen: a0000003755687
- Nederlandse Thesaurus van Auteursnamen: 072611065
- Istituto Centrale per il Catalogo Unico: VEAV325312
- Système universitaire de documentation: 11236148X
- Museum of New Zealand Te Papa Tongarewa: 67696
- Virtual International Authority File: 120722547
- WorldCat: E39PBJc7YKQ7X98kQJVjy3wcT3

Gorm · Harald I · Sven I · Harald II · Knoet II · Knoet III · Magnus I · Sven II · Harald III · Knoet IV · Olaf I · Erik I · Niels · Erik II · Erik III · Sven III · Knoet V · Waldemar I · Knoet VI · Waldemar II · Erik IV · Abel · Christoffel I · Erik V · Erik VI · Christoffel II · Waldemar III · Christoffel II · Waldemar IV · Olaf II · Margaretha I · Erik VII · Christoffel III · Christiaan I · Johan · Christiaan II · Frederik I · Christiaan III · Frederik II · Christiaan IV · Frederik III · Christiaan V · Frederik IV · Christiaan VI · Frederik V · Christiaan VII · Frederik VI · Christiaan VIII · Frederik VII · Christiaan IX · Frederik VIII · Christiaan X · Frederik IX · Margrethe II · Frederik X